# Universitat Loiola de Chicago
La Universitat Loiola de Chicago (en anglès i oficialment, Loyola University Chicago) és una universitat privada, catòlica, de la Companyia de Jesús. Està situada a Chicago (Estats Units d'Amèrica). Pertany a l'Associació d'Universitats Jesuïtes (AJCU).
La Universitat fou fundada el 1870 a la zona oest de Chicago, amb el nom inicial de Sant Ignatius College. El 1909 va canviar el seu nom a l'actual d'Universitat Loiola de Chicago.
Té aproximadament uns 15.000 alumnes que provenen principalment de tots els estats de la nació i de diversos països estrangers, tot i que el 60% dels estudiants de pregrau són de l'estat d'Illinois. La ràtio d'alumnes per professor l'any 2006 era de 14 a 1.